# Handball Sassari
L'Handball Sassari, meglio conosciuta come Raimond Sassari per motivi di sponsorizzazione, è una società di pallamano maschile di Sassari, che partecipa al campionato di Serie A Gold.

## Storia

### Ichnusa Sassari
Fondata nel 1977 come Ichnusa Sassari, prende il nome dalla parola Sardegna in lingua greca.
Dopo aver militato nei campionati minori tra il 1977 e il 1999 con alterne vicende, partecipa ai campionati nazionali di serie B e A2. Nel campionato 2002/2003 partecipa per la prima volta al campionato di Élite nazionale, dove sospinto da un generoso gruppo di atleti locali e stranieri di eccezionale caratura, e grazie al supporto dell'esperto Franco Chionchio stella indiscussa della pallamano nazionale di quel periodo, si salva alla penultima di campionato. Ritorna nei campionati minori e lascia il campionato di Élite ad una vogliosa e ben organizzata compagine societaria che conclude la sua esperienza nel 2006. Partecipa nel 2008/09 al campionato di serie B Nazionale inanellando solo vittorie e stabilendo il record assoluto di quella stagione a livello nazionale e sino ad oggi a livello locale; grazie alla presenza di un gruppo di giocatori locali che, allenati da Carlo Baroffio, riportano la società prima in A2 e poi in A1 maschile (all'epoca rispettivamente terza e seconda serie nazionale). 
Tramite la riforma dei campionati del 2012 l'Ichnusa Sassari ottiene l'accesso alla Serie A - 1ª Divisione Nazionale, anno in cui partecipa per la prima volta ai Play-Off Scudetto. 
Nel 2013 la società non si iscrive al massimo campionato e riparte dalla Serie B: al termine della stagione vince il campionato e si qualifica per la Serie A2, fa domanda e acquisisce i diritti per tornare a partecipare in Serie A. La stagione 2014-2015 vede la Sinergia Sassari all'ultimo posto del Girone B, ma nella post season riesce a scalare di due posizioni la classifica, complici la rinuncia del Castenaso e la vittoria contro l'Olimpica Dossobuono. Al termine della stagione la società nuovamente non iscrive la squadra, ma questa volta in maniera definitiva.

### Handball Sassari
Nel 2017 la società torna a partecipare ad un campionato dopo due anni d'assenza con il nuovo nome di Handball Sassari.
Nel 2019 viene promossa dalla Serie A2 alla Serie A, perdendo la finale di Coppa Italia di A2.
Alla prima stagione in Serie A conquista il quarto posto a causa dell'emergenza CoVid19 e viene ripescata per partecipare alla EHF European Cup.
Nella stagione 2020-2021 in campionato arriva in seconda posizione con tredici punti di distacco dal Conversano campione d'Italia; in Coppa Italia il cammino si interrompe in semifinale contro il Cassano Magnago; in European Cup la squadra viene eliminata al primo turno dai ciprioti del Parnossos Strovolou.
Il 6 febbraio 2022 vince il suo primo trofeo, aggiudicandosi la Coppa Italia, battendo ai rigori il Conversano campione in carica.
Il 17 dicembre 2023, allenata dall'ex ct della Nazionale Zupo, vince a Chieti la sua prima Supercoppa italiana, battendo prima in semifinale la Junior Fasano e poi in finale i Black Devils.

## Palmares
- Coppa Italia (pallamano maschile): 1

2021-22
- Supercoppa italiana (pallamano maschile): 1

2023

## Partecipazioni alle coppe europee
| Competizione     | Partite Giocate | Partite Vinte | Partite Pareggiate | Partite Perse | Gol Fatti | Gol subiti | Differenza reti |
| ---------------- | --------------- | ------------- | ------------------ | ------------- | --------- | ---------- | --------------- |
| EHF European Cup | 14              | 4             | 1                  | 9             | 401       | 429        | -28             |
| Totale           | 14              | 4             | 1                  | 9             | 401       | 429        | -28             |

### Risultati

#### European Cup 2020-21
- SECONDO TURNO

| Squadra 1           | Squadra 2       | Andata  | Ritorno | Totale  |
| ------------------- | --------------- | ------- | ------- | ------- |
| Parnassos Strovolou | Raimond Sassari | Nicosia | Nicosia | 56 - 53 |
| Parnassos Strovolou | Raimond Sassari | 29 - 25 | 27 - 28 | 56 - 53 |

#### European Cup 2021-22
- PRIMO TURNO

| Squadra 1    | Squadra 2       | Andata  | Ritorno | Totale  |
| ------------ | --------------- | ------- | ------- | ------- |
| HB Dudelange | Raimond Sassari | Sassari | Sassari | 45 - 52 |
| HB Dudelange | Raimond Sassari | 24 - 23 | 21 - 29 | 45 - 52 |

- SECONDO TURNO

| Squadra 1       | Squadra 2 | Andata  | Ritorno | Totale  |
| --------------- | --------- | ------- | ------- | ------- |
| Raimond Sassari | Nærbø IL  | Nærbø   | Nærbø   | 53 - 61 |
| Raimond Sassari | Nærbø IL  | 28 - 35 | 25 - 26 | 53 - 61 |

#### European Cup 2022-23
- PRIMO TURNO

| Squadra 1       | Squadra 2 | Andata  | Ritorno    | Totale  |
| --------------- | --------- | ------- | ---------- | ------- |
| Raimond Sassari | Brixen    | Sassari | Bressanone | 49 - 53 |
| Raimond Sassari | Brixen    | 29 - 24 | 20 - 29    | 49 - 53 |

#### European Cup 2023-24
- SECONDO TURNO

| Squadra 1       | Squadra 2  | Andata  | Ritorno | Totale  |
| --------------- | ---------- | ------- | ------- | ------- |
| Raimond Sassari | Olympiacos | Sassari | Atene   | 53 - 69 |
| Raimond Sassari | Olympiacos | 24 - 31 | 29 - 38 | 53 - 69 |

#### European Cup 2024-25
- PRIMO TURNO

| Squadra 1    | Squadra 2       | Andata  | Ritorno | Totale  |
| ------------ | --------------- | ------- | ------- | ------- |
| HB Dudelange | Raimond Sassari | Sassari | Sassari | 74 - 75 |
| HB Dudelange | Raimond Sassari | 36 - 36 | 38 - 39 | 74 - 75 |

- SECONDO TURNO

| Squadra 1       | Squadra 2  | Andata  | Ritorno  | Totale  |
| --------------- | ---------- | ------- | -------- | ------- |
| Raimond Sassari | RK Izviđač | Sassari | Ljubuski | 66 - 71 |
| Raimond Sassari | RK Izviđač | 38 - 39 | 28 - 32  | 66 - 71 |

## Rosa 2025-2026

### Giocatori
| N° | Naz.                  | Ruolo | Sportivo          | Anno |  |  |
| -- | --------------------- | ----- | ----------------- | ---- |  |  |
| 1  | Italia (bandiera)     | P     | Giovanni Pavani   | 2000 |  |  |
| 3  | Italia (bandiera)     | A     | Daniel Vidili     | 2006 |  |  |
| 4  | Italia (bandiera)     | T     | Alberto Mura      | 2005 |  |  |
| 5  | Italia (bandiera)     | A     | Giovanni Nardin   | 2000 |  |  |
| 7  | Italia (bandiera)     | PV    | Raul Bargelli     | 1999 |  |  |
| 8  | Francia (bandiera)    | T     | Octave Touvrey    | 2003 |  |  |
| 9  | Argentina (bandiera)  | T     | Ignacio Bennardo  | 2004 |  |  |
| 12 | Argentina (bandiera)  | P     | Federico Mihail   | 1992 |  |  |
| 13 | Italia (bandiera)     | A     | Andrea Delogu     | 2003 |  |  |
| 17 | Italia (bandiera)     | A     | Matteo Bomboi     | 1992 |  |  |
| 18 | Francia (bandiera)    | T     | Rohnan Conte-Prat | 1997 |  |  |
| 21 | Italia (bandiera)     | A     | Giovanni Delrio   | 2004 |  |  |
| 24 | Italia (bandiera)     | T     | Alfonso Didone    | 2006 |  |  |
| 44 | Capo Verde (bandiera) | T     | Gualther Furtado  | 1995 |  |  |
| 60 | Francia (bandiera)    | PV    | Marco Campagna    | 2003 |  |  |
| 67 | Svezia (bandiera)     | T     | Albin Järlstam    | 1995 |  |  |

### Staff
- Allenatore:  Ratko Đurković

## Palasport
Il campo da gioco dell'Handball Sassari è il PalaSantoru, che ha una capienza di circa ottocento posti ed è sito in via Rizzeddu a Sassari.

## Giocatori

### Giocatori della nazionale
- Umberto Bronzo
- Christian Manojlović
- Giovanni Nardin
- Riccardo Stabellini
- Enrico Aldini
- Giovanni Pavani

### Giocatori stranieri
- Tomás Della Vecchia
- Alexis Marzocchini
- Leonardo Facundo Querín
- Federico Matías Vieyra
- Damir Halilković
- Dino Hamidović
- Tarik Vranac
- Roberto Felipe Braz
- Malandrin
- Aaron Codina
- Josip Grbavac
- Jakov Vrdoljak
- Paolo Bardi
- Cherubin Tabanguet
- Jan Kleineidam
- Mohammed Miri
- Paweł Kiepulski
- Miguel Gomes
- Srđan Mijatović
- Daniel Steen
- Hatem Hamouda
- Maksym Voliuvach